# Klepini
Klepini (in greco Κλεπίνη?; in turco Arapköy) è un villaggio di Cipro. È sotto il controllo de facto di Cipro del Nord, dove appartiene al distretto di Girne, mentre de iure appartiene al distretto di Kyrenia della Repubblica di Cipro. È sempre stato un piccolo villaggio a maggioranza greco-cipriota, anche se i turco-ciprioti avevano il loro piccolo quartiere. 
La sua popolazione nel 2011 era di 542 abitanti.

## Geografia fisica
Klepini si trova sulle pendici settentrionali della catena montuosa di Kyrenia, undici chilometri a est della città di Kyrenia.

## Origini del nome
Il villaggio ha sempre avuto due nomi, il greco Klepini e il turco Arapköy. Il nome greco significa "rubato" o "nascosto". Questo villaggio potrebbe anche essere il villaggio maronita di Cleipirio menzionato da Girolamo Dandini nel 1596. D'altra parte, i turco-ciprioti hanno sempre chiamato il villaggio Arapköy, che significa "villaggio arabo". Il nome è probabilmente riconducibile alle origini del villaggio, poiché si ritiene che quando gli Ottomani arrivarono a Cipro, Klepini fosse abitata da maroniti di lingua araba.

## Società

### Evoluzione demografica
Nel censimento ottomano del 1831, i cristiani (greco-ciprioti) costituivano quasi il 75% della popolazione. Circa dieci anni dopo l'inizio dell'amministrazione britannica nell'isola, questo numero scese al 71%. Tuttavia, questa percentuale è gradualmente aumentata. Nel 1960, quando l'isola ottenne l'indipendenza, i greco-ciprioti costituivano quasi l'88% della popolazione del villaggio.
A causa delle lotte intercomunitarie, nel gennaio 1964 alcuni turco-ciprioti fuggirono dal villaggio e si rifugiarono nel villaggio di Kazafani/Ozanköy. All'inizio di marzo 1964 la Guardia Nazionale Greco-Cipriota attaccò il quartiere turco-cipriota del villaggio di Kazafani. Quando fu concordato un cessate il fuoco, quasi il 40% dei turco-ciprioti lasciò il villaggio, così come tutti gli sfollati di Klepini. Molti di loro vennero trasferiti nei campi di Ağırdağ e Boghaz. Tuttavia, i turco-ciprioti di Klepini che non lasciarono il villaggio nel 1964 rimasero nel villaggio fino al 1974. Dopo il 1968, anche molti di coloro che avevano lasciato il villaggio nel 1964 vi fecero ritorno.
Lo sfollamento di tutti i greco-ciprioti del villaggio avvenne nel 1974, quando a luglio fuggirono dall'avanzata dell'esercito turco e cercarono rifugio a sud. Attualmente i greco-ciprioti di Klepini sono sparsi in tutto il sud dell'isola. Il numero dei greco-ciprioti di questo villaggio sfollati nel 1974 era di circa 175 (173 nel 1973).
Oltre agli originari turco-ciprioti di Klepini che sono tornati nel 1968 e dopo il 1974, ci sono turco-ciprioti del vicino villaggio di Trapeza e alcuni turco-ciprioti di Nicosia che attualmente risiedono a Klepini. Ci sono anche persone provenienti dalla Turchia che si sono stabilite nel villaggio alla fine degli anni Settanta. Provengono da diverse parti della Turchia, ma il maggior numero di persone proviene dalla piccola città di Bozova, nel sud della Turchia. Dalla metà degli anni novanta, anche molti cittadini europei hanno acquistato proprietà e si sono stabiliti nel villaggio. Inoltre, il villaggio ospita molti lavoratori immigrati, soprattutto turchi, impiegati principalmente nell'edilizia. Secondo il censimento turco-cipriota del 2006, la popolazione del villaggio era di 380 abitanti.